# Каков отец, таков и сын (фильм, 2013)
«Каков отец, таков и сын» (яп. そして父になる соситэ тити ни нару, англ. Like Father, Like Son) — драматический кинофильм режиссёра Хирокадзу Корээды, вышедший на экраны в 2013 году. Также известен под названием «Сын в отца».

## Сюжет
Рёта и Мидори Нономия — семейная пара, воспитывающая своего шестилетнего сына Кэйту в атмосфере полного достатка и больших надежд. Рёта — успешный сотрудник крупной компании; он разочарован отсутствием у сына амбиций и явных талантов. Однажды Рёту и Мидори вызывают в больницу, где появился на свет их сын, и сообщают ошеломляющее известие: в своё время произошла путаница, так что Кэйта не является их настоящим ребёнком; их биологического сына Рюсэя воспитывает бедная семья Саики. Эта новость обрушивает устоявшуюся жизнь семьи Нономия и ставит ряд важных вопросов. Как теперь относиться к Кэйте? Как следует поступить — обменяться детьми или оставить всё как есть? И если обмен будет произведён, не станет ли это трагедией для детей? Рёта и Мидори начинают общаться с семьёй Саики, такой не похожей на их собственную, чтобы постепенно найти выход из ситуации…

## В ролях
- Масахару Фукуяма — Рёта Нономия
- Матико Оно — Мидори Нономия
- Рири Фуранки — Юдаи Саики
- Ёко Маки — Юкари Саики
- Кэйта Ниномия — Кэйта Нономия, сын Рёты и Мидори
- Сёгэн Хван — Рюсэй Саики, сын Юкари и Юдаи
- Дзюн Кунимура — Кадзуси Камияма
- Исао Нацуяги — Рёсукэ Нономия, отец Рёты
- Дзюн Фубуки — Нобуко Нономия, мачеха Рёты
- Кирин Кики — Рико Исидзэки, мать Мидори

## Награды и номинации
- 2013 — приз жюри и специальное упоминание экуменического жюри на Каннском кинофестивале.
- 2013 — призы за лучший фильм и лучшую режиссуру Азиатско-тихоокеанского кинофестиваля, а также три номинации: лучший актёр (Масахару Фукуяма), лучший актёр второго плана (Рири Фуранки), лучший монтаж (Хирокадзу Корээда).
- 2013 — приз Waki.TV Audience Award на кинофестивале в Сан-Себастьяне.
- 2013 — участие в конкурсной программе кинофестивалей в Чикаго, Лондоне и Генте.
- 2013 — две номинации на премию «Голубая лента»: лучший фильм и лучший режиссёр (Хирокадзу Корээда).
- 2014 — три номинации на премию Asian Film Awards: лучший режиссёр (Хирокадзу Корээда), лучший актёр (Масахару Фукуяма), лучший дебютант (Кэйта Ниномия).
- 2014 — две премии Японской киноакадемии за лучшую мужскую роль второго плана (Рири Фуранки) и лучшую женскую роль второго плана (Ёко Маки), а также 10 номинаций.
- 2014 — премии журнала «Кинэма Дзюмпо» за лучшую мужскую роль второго плана (Рири Фуранки) и лучшую женскую роль (Ёко Маки), а также номинация в категории «лучший фильм».